# Quebrada (tango)

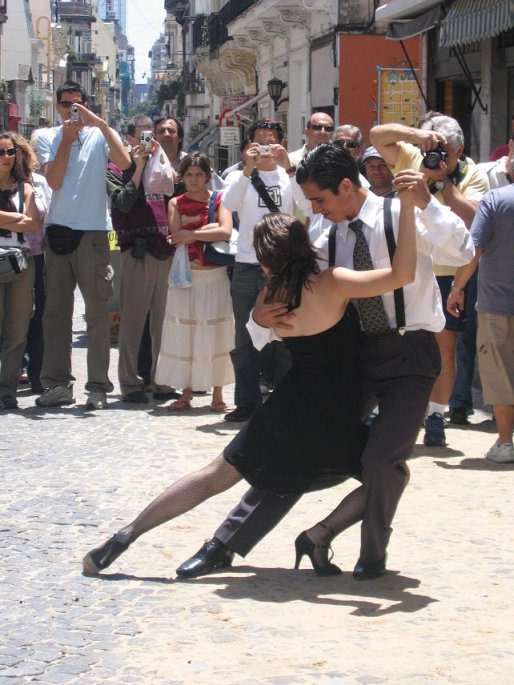
Ejemplo de corte con quebrada.

La quebrada es uno de los movimientos clásicos del baile argentino-uruguayo del tango. Tradicionalmente se suele hablar de "corte y quebrada": abrazo, caminata, corte y quebrada constituyen de ese modo las características básicas de la coreografía tanguera. En lenguaje tanguero, la quebrada es un "firulete", es decir un adorno coreográfico para lucimiento del baile.
La quebrada es una postura que adoptan los bailarines en un corte, quebrando la postura y el eje que la pareja mantiene durante la caminata. La quebrada es una postura de gran sensualidad, que puede adoptar diferentes formas, desde la inclinación de la pareja sobre el cuerpo de quien dirige el baile, o el quiebre de la cintura del dirigido o la dirigida de manera de quedar bajo el cuerpo de quien dirige, o el quiebre de las piernas de este último para quedar en una posición agachada, mientras el bailarín o la bailarina dirigida realiza algún firulete.
Históricamente, el corte y la quebrada fueron los movimientos que llevaron a los sectores conservadores a acusar al tango de indecencia e inmoralidad. Algunos estilos de baile, genéricamente definidos como tango liso, atenúan el corte y la quebrada e incluso llegan a eliminarlos, con el fin de evitar el contacto sensual que el movimiento implica. El tango sin cortes ni quebradas deviene así en un tango básicamente caminado.

## Evolución
El corte y la quebrada aparecen a mediados del siglo XIX, en los orígenes mismos del tango como danza, varias décadas antes de que se definiera el género musical, a fines del siglo XIX. En Buenos Aires existe el registro de la detención de cuatro varones y dos mujeres en 1862 por estar "bailando y tirando cortes".
José Gobello sostiene que el corte y la quebrada derivan del candombe, luego de que las marchas candomberas de las comunidades afro-argentinas fueran prohibidas al caer Juan Manuel de Rosas en 1852. La marcha candombera tiene la característica de cortar la marcha para generar una serie de saltos y contorsiones. Prohibidas las marchas, el baile afro-rioplatense se encerró en sitios de baile que tomaron el nombre de academias, milongas, pringundines o canguelas, que atrajeron a un tipo social popular conocido como "compadrito", sucesor del gaucho en su proceso de urbanización. "Negros y negras", "pardos y pardas", "chinas", "compadritos" y trabajadores inmigrantes venidos de Europa y Medio Oriente, mayoritariamente italianos, en esa década posterior a 1852, fueron diseñando un baile con pareja abrazada, tomado del vals y la mazurca de moda por entonces, que incluyó la simbolización de los cortes y las quebradas de las prohibidas marchas del candombe.
Ese tipo de baile durante décadas predominó en la vida nocturna de las "orillas" de ciudades como Buenos Aires y Rosario, en Argentina, y Montevideo en Uruguay, razón por la cual recibió el nombre de "tango orillero" o "tango canyengue".
Poco a poco, a comienzos del siglo XX, el baile y la música que se fue desarrollando a partir de la novedosa danza que recibiría el nombre de "tango", comenzó a llegar a públicos más amplios y familiares y a bailarse en salones. La quebrada, al igual que el corte, comenzó entonces a ser atenuada, cuando no eliminada, con el fin de "adecentar" la danza. Esa modalidad de tango comenzó a ser conocida como "tango de salón" o más propiamente tango liso.
Un poema de Evaristo Carriego de 1913, titulado "El casamiento" refleja tanto la difusión familiar que había tomado el tango como el carácter excesivamente osado con que era visto el corte a comienzos de siglo:

El tío de la novia, que se ha creído 
obligado a fijarse si el baile toma
buen caracter, afirma, medio ofendido,
que no se admiten cortes, ni aun en broma.
Evaristo Carriego ("El Casamiento", 1913)

## Características coreográficas
Técnicamente, la quebrada ser realiza inmediatamente después de un corte, quebrando la posición vertical que se mantiene durante la caminata, aproximando los cuerpos y generando un momento de alta sensualidad.
La quebrada integra el grupo de los "firuletes", es decir adornos coreográficos para el lucimiento de la danza.
En la coreografía milonguera tradicional del tango, el corte y los firuletes corresponden a los momentos melódicos del tema, en los que el compás se encuentra menos marcado, debiendo finalizar y caminarse cuando el tema vuelve al compás marcado.